# هيدأكي موري
هيدًأَكي موري (باليابانية: 森 秀昭) (16 أكتوبر 1972 في ناغاساكي في اليابان – )؛ هو لاعب كرة قدم ياباني سابق كان يلعب كمدافع.

## وصلات خارجية
- هيدأكي موري على موقع رابطة كرة القدم اليابانية للمحترفين (اليابانية)
- هيدأكي موري على موقع عالم كرة القدم.نت (الإنجليزية)